# Denton, Nebraska
Denton är en ort (village) i Lancaster County i Nebraska. Orten har fått namn efter bosättaren Daniel M. Denton. Vid 2010 års folkräkning hade Denton 190 invånare.